# 筑摩山地
筑摩山地（ちくまさんち）は、長野県のほぼ中央部に位置する山地である。中信地方と東信地方にまたがり、両地方間の交通の障壁となってきた。1976年に三才山トンネルが開通し改善されている。美ヶ原や霧ヶ峰もこの中に含まれる。

## 含まれる山
（北から順に掲載）
- 聖山
- 冠着山
- 三才山
- 武石峰
- 美ヶ原
- 鉢伏山
- 高ボッチ山
- 霧ヶ峰